# Хворостянка (Курська область)
Хворостянка (рос. Хворостянка) — присілок в Черемисиновському районі Курської області Російської Федерації.
Населення становить 52 особи. Входить до складу муніципального утворення Михайлівська сільрада.

## Історія
Населений пункт розташований на території українського етнічного та культурного краю Східна Слобожанщина.
Від 2004 року входить до складу муніципального утворення Михайлівська сільрада.

## Населення
| 2002 | 2010 |
| ---- | ---- |
| 85   | ↘52  |